# Calasparra Fútbol Club
El Calasparra Fútbol Club era un club de fútbol de España, de la ciudad de Calasparra en la Región de Murcia. Fue fundado en 1988 y desapareció en 2015, en ese mismo verano se forma un nuevo equipo llamado Ciudad de Calasparra que actualmente participa en Preferente Autonómica.

## Historia
El actual Calasparra FC fue fundado en 1988. Debuta en Tercera División en la temporada 2001/02. En las temporadas 2006/07 y 2007/08 acaricia los puestos de promoción, pero no consigue clasificarse. En la siguiente temporada el club se ve envuelto en problemas económicos que hacer rebajar las aspiraciones de la entidad. Al finalizar la temporada 2011 no se inscribe en Tercera para la campaña 2011/12. Vuelve a inscribirse en Preferente en la temporada 2013/14 acabando noveno y la siguiente campaña desciende a Primera Autonómica y desaparece definitivamente. Aunque en esa misma temporada se forma un nuevo club en Segunda Autonómica llamado Ciudad de Calasparra tras recibir la plaza cedida por el Deportivo Muleño Club de Fútbol.

## Uniforme
- Uniforme titular: Camiseta blanca, pantalón blanco y medias blancas.
- Uniforme alternativo: Camiseta azul, pantalón azul y medias azules.

## Estadio
En el año 1952 fue inaugurado el nuevo campo de fútbol La Caverina. 

## Datos del club
- Temporadas en Primera División: 0.
- Temporadas en Segunda División: 0.
- Temporadas en Segunda División B: 0.
- Temporadas en Tercera División: 10.
- Temporadas en Preferente Autonómica: 2.
- Mejor puesto en la liga: 6º (2007/08).
- Peor puesto en la liga: 17º (2002/03).